# 上十字架 (卡拉奇)

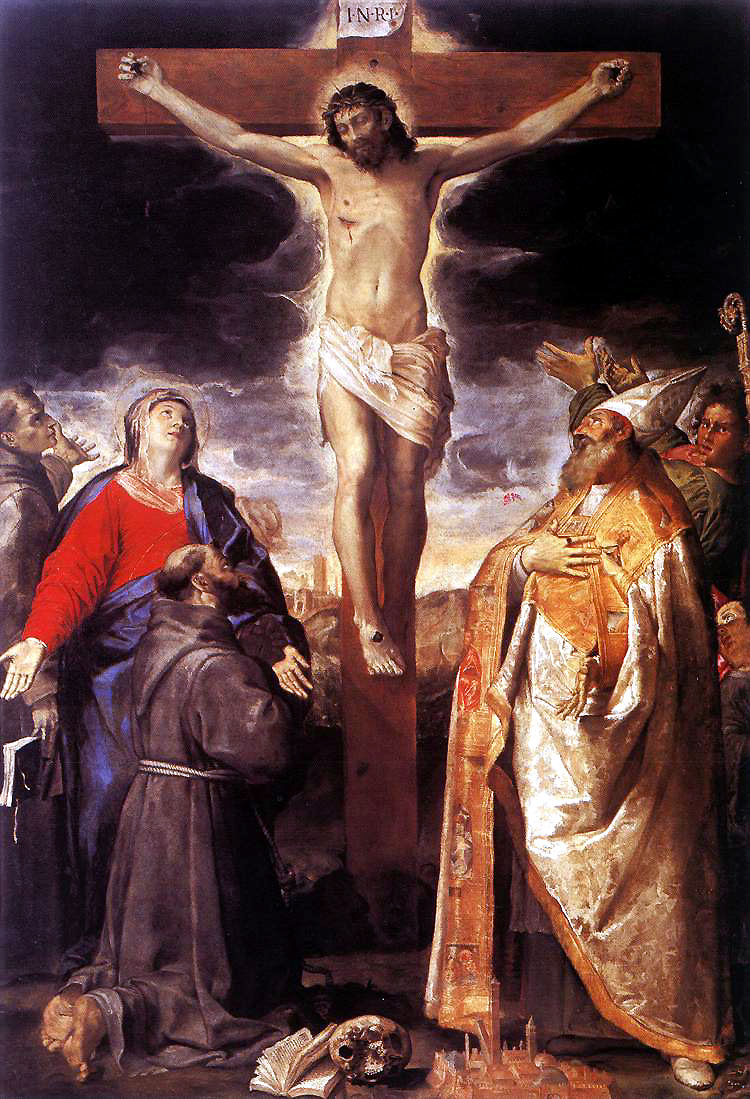
《上十字架》

《上十字架》是意大利画家安尼巴莱·卡拉奇的一幅布面油画，绘制于1583年，现藏于意大利博洛尼亚的仁慈圣母堂（Santa Maria della Carità）。这件作品原在仁慈圣母堂旁边圣尼各老堂的马基雅维利小堂，因该堂在第二次世界大战期间被轰炸摧毁，这幅画搬迁他处，最后搬到了现址。